# Síndrome pulmonar por hantavirus

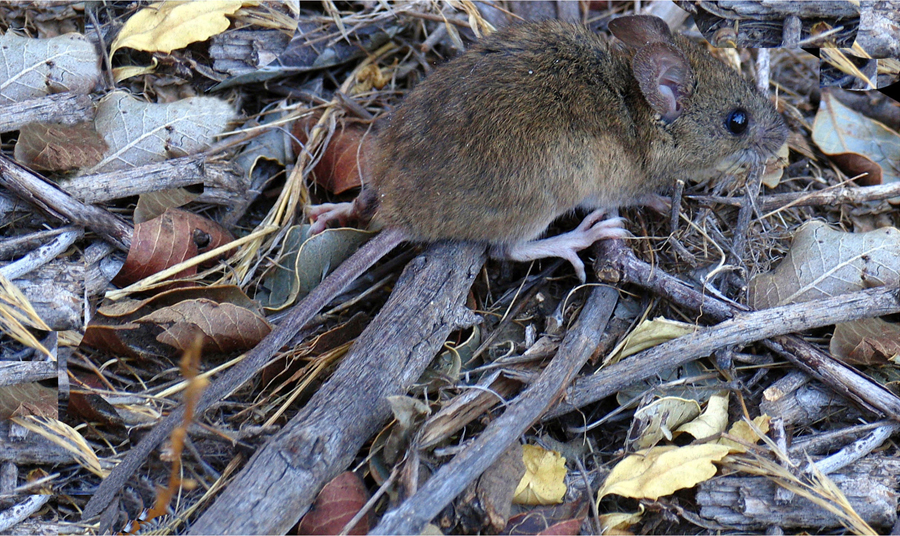
El ratón de cola larga (Oligoryzomys longicaudatus) es uno de los reservorios conocidos de los hantavirus.

El síndrome pulmonar por hantavirus (SPHV o HPS por las iniciales en inglés) es una enfermedad infecciosa causada por distintos virus del género Hantavirus, familia Hantaviridae. La enfermedad es mortal en una alta proporción de casos.

## Agente causal
Los hantavirus son un tipo de virus ARN responsables de 2 enfermedades agudas en humanos, la fiebre hemorrágica con síndrome renal y el síndrome pulmonar que se conoce con las siglas SPHV. Existen diversos virus de la familia hantavirus que se han detectado como agentes causales: Black Creek Canal, Bayou y Sin Nombre en Estados Unidos y Andes, Orán, Lechiguanas y HU39694 en Argentina. Todos ellos tienen su reservorio en roedores salvajes, uno de los principales es el ratón de cola larga (Oligoryzomys longicaudatus), especie que tiene un hábitat rural o semirrural y no se encuentra en los grandes núcleos urbanos, otras especies de roedores en las que se ha detectado el virus son: Peromyscus maniculatus, Oligoryzomys flavescens, Akodon azarae, Necromys obscurus, Oligoryzomys chacoensis y Calomys callosus. La infección en los roedores apenas les produce síntomas y puede durarles toda su vida.

## Cuadro clínico
Los primeros casos conocidos del síndrome pulmonar por hantavirus tuvieron lugar en el año 1993 en Estados Unidos. Los síntomas iniciales consisten en fiebre, dolores musculares, náuseas y dolor de cabeza. Rápidamente se instaura una insuficiencia respiratoria y edema pulmonar que desembocan en los casos más graves en un cuadro de shock, acidosis láctica y muerte. En los análisis de sangre suele detectarse disminución del número de plaquetas (trombocitopenia) y aumento de leucocitos (leucocitosis).

## Mecanismo de transmisión
La enfermedad se contagia a humanos a través de roedores, se han producido casos en diferentes países de América: Canadá, Estados Unidos, Argentina, Brasil, Chile, Uruguay, Paraguay y Panamá. Los roedores silvestres eliminan los virus a través de la saliva, la orina y las heces. Los humanos adquieren la infección mediante diversos mecanismos:
- Mediante la respiración, al inhalar aire contaminado por pequeñas partículas procedentes de animales infectados.
- Por contacto directo, por ejemplo tocando directamente roedores infectados o cualquier objeto en el que se hayan depositado los virus, sobre todo si existen erosiones en la piel o las manos entran en contacto con la mucosa oral sin lavado previo.
- Por mordedura de un roedor infectado.
- Mediante la ingesta de alimentos o agua contaminados por las deposiciones de roedores.

El mecanismo de contagio más frecuente es a través de la inhalación de aire con partículas contaminadas, especialmente en espacios cerrados poco ventilados que recientemente hayan estado ocupados por roedores. El virus es muy lábil y resiste poco tiempo en lugares soleados, por lo que la transmisión en exteriores expuestos al sol y el viento es poco probable.
Se ha postulado la posibilidad de que existiera contagio entre humanos, pero no está probado y se trataría en todo caso de un mecanismo de transmisión excepcional. Tampoco existe riesgo de contagio conocido por contacto con insectos, animales domésticos o ganado.